# 村上茂樹
村上茂樹一位日本農學家、業餘天文學家和彗星獵人。 
他出身於滋賀縣甲賀市，畢業於北海道大學，並獲得農學博士，擔任國立研究開發法人森林研究・整備機構森林總合研究所九州支所產學官民間合作推進協調主任。

## 生涯
1975年，村上茂樹13歲時觀測過C/1975 N1 Kobayashi-Berger-Milon，開始彗星狩獵。1996年百武彗星之後，村上茂樹重新開始研究彗星。 
2002年，村上茂樹在新潟縣十日町市用46cm反射望遠鏡發現新彗星，之後與美國斯奈德一起被認定為發現者，被命名為C/2002 E2 斯奈德-村上彗星，他於2002年獲得了東亞天文學會天文發現獎，史密松天體物理台的埃德加·威爾遜獎及2003年的日本天文學會獎。
2010年11月3日，村上茂樹用同樣的觀測方法在室女座發現了一顆新彗星，與前一天在靜岡縣森町用25cm望遠鏡發現它的池谷薰一起被認定為發現者，該彗星被命名為C/2010 V1 池谷–村上彗星。

## 貢獻
小行星24981以村上茂樹的名字來命名。

## 外部連結
- Shigeki Murakami's Web Page （页面存档备份，存于） - 個人ホームページ
- 村上茂樹のウェブ・サイト （页面存档备份，存于） - 個人ホームページ2